# Новоянисоль
Новоянисо́ль — село Нікольської селищної громади Маріупольського району Донецької області України. Селище засноване грецькими переселенцями. Відстань до центру громади становить близько 11 км і проходить автошляхом Т 0518.

## Населення
За даними перепису 2001 року населення села становило 553 особи, з них 4,52 % зазначили рідною мову українську, 94,39 % — російську, 0,36 % — угорську та 0,18 % — молдовську мову.

## Культура
Село Новоянисоль 1997 року приймало міжнародний фестиваль грецької культури «Мега-Йорти» імені Доната Патричі.